# Private Snafu
Private Snafu (Soldado Snafu) é o personagem-título de uma série de curtas-metragens animados adultos instrucionais americanos em preto e branco, de tom irônico e humorístico, produzidos entre 1943 e 1945 durante a Segunda Guerra Mundial. Os filmes foram projetados para instruir o pessoal de serviço sobre segurança, hábitos de saneamento adequados, armadilhas e outros assuntos militares e para melhorar o moral da tropa. Principalmente, eles demonstram as consequências negativas de fazer as coisas erradas. O nome do personagem principal é uma brincadeira com o acrônimo da gíria militar SNAFU, "Situation Normal: All Fucked Up" (Situação Normal: Tudo Fodido). A versão limpa dessa frase, geralmente usada no rádio e na mídia impressa, era "Situation Normal: All Fouled Up" (Situação Normal: Tudo Estragado).
A série foi dirigida por Chuck Jones e outros proeminentes animadores de Hollywood, e a voz do Soldado Snafu foi interpretada por Mel Blanc.
O personagem foi criado pelo diretor Frank Capra, presidente da Primeira Unidade de Cinema da Força Aérea do Exército dos EUA, e a maioria foi escrita por Theodor "Dr. Seuss" Geisel, Philip D. Eastman e Munro Leaf. Embora o Exército dos Estados Unidos tenha dado a Walt Disney a primeira chance de criar os desenhos animados, Leon Schlesinger, do estúdio de animação Warner Bros., fez um lance inferior à Disney em dois terços e ganhou o contrato. A Disney também exigiu a propriedade exclusiva do personagem e os direitos de merchandising. Os desenhos animados, portanto, representavam uma colaboração multitalentosa de alguns dos melhores da América em seus respectivos campos, uma ocorrência comum no esforço de guerra.
O objetivo era ajudar homens alistados com habilidades de alfabetização fracas a aprender por meio de desenhos animados (e também histórias em quadrinhos complementares). Eles apresentavam linguagem simples, ilustrações atrevidas, palavrões moderados e moralização sutil. O soldado Snafu faz (quase) tudo errado, de modo que seu exemplo negativo ensinou lições básicas sobre sigilo, prevenção de doenças e protocolos militares adequados.
Os desenhos animados do Private Snafu eram um segredo militar - apenas para as forças armadas. Pesquisas para determinar os filmes favoritos dos soldados mostraram que os desenhos do Snafu geralmente tinham a classificação mais alta ou a segunda mais alta. Cada desenho foi produzido em seis semanas. As curtas eram documentos secretos do governo. Martha Sigall, funcionária do departamento de tintas e tintas, lembrou as medidas de segurança do governo impostas aos funcionários que trabalham nelas. Eles tiveram que tirar as impressões digitais e receber autorizações de segurança do FBI. Eles também tiveram que usar crachás de identificação no trabalho. Os funcionários do departamento de tintas e tintas recebiam apenas dez células por vez, em um esforço para impedi-los de descobrir o conteúdo da história.
O nome "Private Snafu" vem do acrônimo militar não oficial SNAFU ("Situation Normal: All Fucked Up") (Situação Normal: Tudo Fodido), com o narrador de abertura no primeiro cartoon meramente insinuando seu significado usual como "Situation Normal, ... All Fouled Up!" (Situação Normal, ... Tudo Estragado!)